# El profesor Layton y la caja de Pandora
El profesor Layton y la caja de Pandora (レイトン教授と悪魔の箱 Reiton-kyōju to Akuma no Hako?) es el segundo de los tres videojuegos de la primera trilogía en la saga de El profesor Layton. Al igual que la anterior entrega, el juego ha sido desarrollado por Level-5 para Nintendo DS. Salió a la venta el 29 de noviembre de 2007 en Japón, el 24 de agosto de 2009 en América y el 25 de septiembre del mismo año en Europa.

## Historia
En este capítulo el profesor y Luke recorren el país en tren, tratando de resolver el misterio que envuelve al extraño objeto conocido como la caja de Pandora, de la que se dice que matará a todo aquel que ose abrirla. Los dos coinciden de nuevo con Flora e intentarán resolver los misterios de la Caja Elísea en una trama de intriga relacionada con un pueblo maldito, un vampiro y una historia de amor.

## Banda sonora
| El profesor Layton y la caja de Pandora |                          |          |  |
| N.º                                     | Título                   | Duración |  |
| 1.                                      | «Puzzles Mix»            | 3:33     |  |
| 2.                                      | «Londres»                | 2:28     |  |
| 3.                                      | «El Molentary Express»   | 3:24     |  |
| 4.                                      | «Suspense»               | 3:54     |  |
| 5.                                      | «Dropstone»              | 3:32     |  |
| 6.                                      | «Un ambiente pesado»     | 2:45     |  |
| 7.                                      | «Folsense»               | 3:12     |  |
| 8.                                      | «La historia del pueblo» | 3:25     |  |
| 9.                                      | «Hora de descansar»      | 2:34     |  |
| 10.                                     | «Don Paolo»              | 4:05     |  |
| 11.                                     | «El bosque tenebroso»    | 3:06     |  |
| 12.                                     | «Profunda oscuridad»     | 2:38     |  |
| 13.                                     | «Sentimiento ocultos»    | 3:07     |  |
| 14.                                     | «El castillo sombrío»    | 2:26     |  |
| 15.                                     | «El baile»               | 1:51     |  |
| 16.                                     | «La caja Elísea»         | 2:09     |  |
| 17.                                     | «El verdadero Folsense»  | 0:36     |  |
| 18.                                     | «Iris (caja de música)»  | 3:09     |  |

## Recepción
Desde el 9 de julio de 2008, el juego ha vendido 815 369 copias en Japón, según Famitsu. En Reino Unido la revista oficial de Nintendo otorgó al juego una puntuación de 92 % (y por tanto su Medalla de Oro), elogiando el aumento del número de puzles, escenas animadas y las voces de los personajes, pero se quejó de que podría ser un poco repetitivo en ocasiones. IGN y GameSpot han dado al juego una puntuación de 8,5. Gametrailers dio el título de mejor juego de salón de 2009 por sus numerosos rompecabezas. En el momento de su lanzamiento a los países occidentales, el juego rápidamente vendido más de 1 260 000 unidades en septiembre de 2009.